# Francesco Bonaini
Francesco Bonaini, född 20 juli 1806 i Livorno, död 28 augusti 1874 på ett sanatorium nära Pistoia, var en italiensk historiker och arkivarie.
Bonaini, som var chef för de toskanska statsarkiven, utgav Storie Pisane (två band, 1844–45), Cronache e storie di Perugia dal 1150 al 1563 (två band, 1850–51), vilka bägge arbeten ingår i samlingsverket "Archivio storico italiano", och Statuti inediti della città di Pisa (tre band, 1854–70). Han ansågs inom Italien som en auktoritet på arkivväsendets område, och statsarkivet i Florens blev till ett mönster i ordning och förvaltning.